# Gmina Łabiszyn
Die Gmina Łabiszyn [waˈbʲiʂɨn] ist eine Stadt-und-Land-Gemeinde im Powiat Żniński der Woiwodschaft Kujawien-Pommern in Polen. Ihr Sitz ist die gleichnamige Stadt (deutsch Labischin) mit etwa 10.000 Einwohnern.

## Geographie

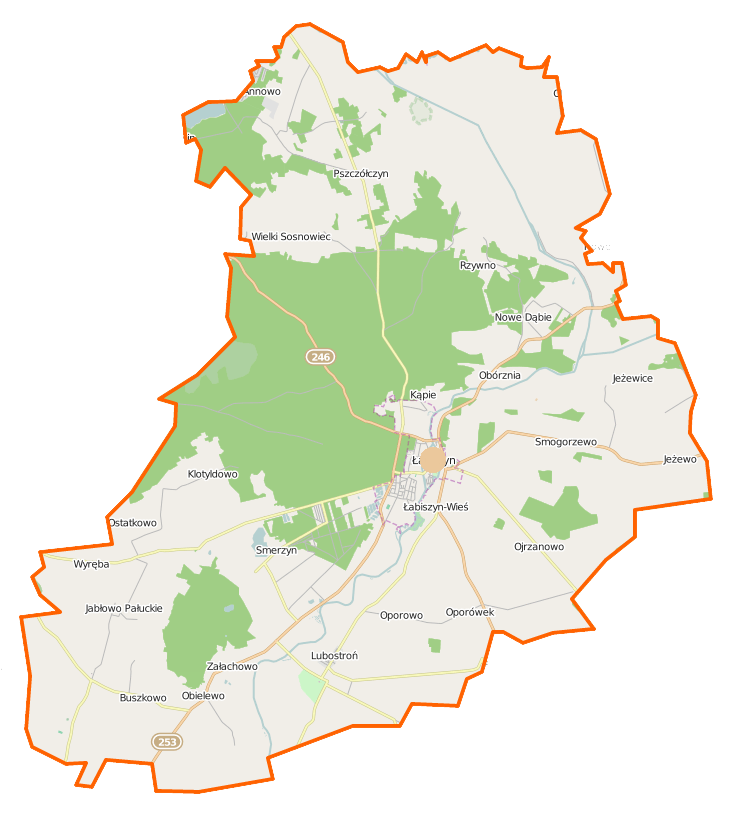
Karte der Landgemeinde

Die Gemeinde liegt etwa zehn Kilometer südlich der Stadt Bydgoszcz (Bromberg) und grenzt an die Gemeinde der Kreisstadt Żnin. Zu den Fließgewässern gehört die Netze (Noteć).

## Geschichte
Im Rahmen der Ersten Teilung Polens 1772 kam das Gemeindegebiet an Preußen. Im Jahr 1919 wurde es Teil des wiederentstandenen Polen. In der Besatzungszeit (1939–1945) des Zweiten Weltkriegs erhielt die Stadt den Namen Lüderitz, mit den Namen der Dörfer wurde entsprechend verfahren. Noch vor Kriegsende kam das Gebiet wieder an Polen.
Von 1975 bis 1998 gehörte die Gemeinde zur Woiwodschaft Bydgoszcz.

## Gliederung
Zur Stadt-und-Land-Gemeinde (gmina miejsko-wiejska) Łabiszyn gehören neben der Stadt 15 Dörfer (deutsche Namen 1940–1945) mit einem Schulzenamt (sołectwo):
- Buszkowo (Buschkau, 1940–1945: Hallkirch)[3]
- Jabłowo Pałuckie
- Jabłówko
- Jeżewice
- Jeżewo (1940–1945: Holzenau)
- Łabiszyn-Wieś
- Nowe Dąbie
- Obielewo
- Ojrzanowo (1940–1945: Hermannsdorf)[2]
- Oporowo (1940–1945: Gneisenau)[2]
- Ostatkowo
- Smogorzewo (1940–1945: Arnoldshof)[2]
- Wielki Sosnowiec
- Władysławowo
- Załachowo (1940–1945: Netzbruch)[2]

Weitere Ortschaften der Gemeinde sind:
- Annowo
- Antoniewo
- Kąpie
- Klotyldowo (1940–1945: Klothildendorf)[2]
- Lubostroń (1940–1945: Lettow-Vorbeck)[2]
- Obórznia
- Oporówek
- Pszczółczyn
- Rzywno
- Smerzyn (1940–1945: Alt Buschkau)[2]
- Wyręba
- Zdziersk (1940–1945: Ziethen)[2]

## Persönlichkeiten (Auswahl)
- Leo von Skorzewski (1845–1903), Gutsbesitzer und Reichstagsabgeordneter